# Centrale de la Mitis-1
La centrale de la Mitis-1 est une centrale hydroélectrique et un barrage érigés sur la rivière Mitis, à Price, dans la région administrative du Bas-Saint-Laurent, au Québec. Cette centrale, d'une puissance installée de 6 MW, a été mise en service par la Compagnie de Pouvoir du Bas-Saint-Laurent entre 1922 et 1929. Elle a été acquise par Hydro-Québec en 1963 lors de la nationalisation de l'électricité dans la province. 

## Historique
La centrale, et celle de la Mitis-2, située à 2 km en aval, sont établies sur des terres de la seigneurie Pachot, concédée à la fin du XVIIe siècle à un riche marchand de la ville de Québec, puis vendue à René Lepage de Sainte-Claire, avant d'être acquise par Joseph Drapeau en 1803. Ces terres, difficiles d'accès en raison de l'absence d'une route, ne seront pas colonisées avant le XIXe siècle. Un premier moulin à scie s'établit sur le bord du ruisseau Brand, à l'est de la rivière Mitis en 1820, puis déplacé près de la rivière, à la suite d'une suggestion de William Price, qui achète le moulin en 1830. Différents barrages en boue sont construits pour réguler le débit de la Mitis, afin de faciliter le transport du bois qui est chargé à l'embouchure.
Avec la construction du chemin de fer Intercolonial dans les années 1870, Price Brothers and Company déplace ses activités de coupe au sud, dans le village de Price et cesse d'utiliser l'estuaire de la rivière pour transporter le bois. En 1886, le magnat du chemin de fer, George Stephen achète la seigneurie Pachot pour 20 000 $ pour construire son camp de pêche au saumon, la villa Estevan. Il ajoute les terrains de la famille Price et d'autres propriétés pour se constituer un domaine de 500 hectares, allant de l'embouchure de la rivière aux chutes.
Des promoteurs de Rimouski associés au sein de la Compagnie de Fonderie et Machinerie envisagent de développer les chutes en 1908. Craignant d'être exproprié, Stephen fait préparer un devis pour l'installation d'une petite centrale hydroélectrique de 250 kW pour la somme de 20 000 $. Après la faillite de la Compagnie de Fonderie et Machinerie, d'autres promoteurs s'intéresseront au développement hydroélectrique dans les années 1910. Rentré en Grande-Bretagne, Stephen cède sa propriété à sa nièce Elsie Reford, qui écarte une demande en ce sens en 1915, doutant que la demande de la région soit suffisante pour exploiter pleinement le potentiel des chutes.
Nouvellement formée par Jules-A. Brillant, la Compagnie de Pouvoir du Bas-Saint-Laurent cherche en 1922 à se doter d'une source d'électricité pour alimenter sa croissance dans le Bas-Saint-Laurent, une région au potentiel hydroélectrique relativement faible.
Après plusieurs discussions, Brillant convainc Mme Reford de lui vendre le terrain des chutes pour la somme de 90 000 $. Le contrat de vente prévoit que le barrage hydroélectrique ne doit pas nuire à la pêche au saumon et interdit les déversements d'huiles ou d'autres substances nuisibles aux poissons. L'entrepreneur s'entend ensuite avec la Commission des eaux courantes de Québec, qui autorise la construction du barrage et de la centrale. La centrale est inaugurée le 1er juillet 1923 en présence de dignitaires civils et religieux.

## Rénovation
Mise à l'arrêt pendant 7 ans durant les années 1980, la centrale, qualifiée de « joyau du patrimoine technologique » régional, a été rénovée par Hydro-Québec au début des années 1990, dans le cadre d'un projet de 5 millions de dollars. Les travaux de rénovation ont permis d'installer un système de filet-trappes en amont de la prise d'eau, différents mécanismes de télésurveillance, et du renforcement des berges contre l'érosion. Au moment de la remise en service, en mai 1993, Hydro-Québec estimait qu'elle récupérerait la somme investie en moins de trois ans,.
L'avenir des deux centrales de la rivière Mitis est remis en question durant les années 2010. En 2018, la production d'électricité cesse à la centrale en raison de l'usure des turbines du complexe. L'arrêt de production créé des inquiétudes au sujet de la montaison des saumons, puisque les volumes d'eau sont devenus insuffisants pour permettre l'utilisation de pièges permettant de récupérer les poissons en vue de leur transport par camion en amont des deux centrales de la rivière. Le producteur d'électricité a procédé à la construction d'un nouveau piège de capture permanent en 2020..  
Malgré l'arrêt de production, le propriétaire continue d'entretenir les installations et a mené des travaux civils au début de 2021 pour réduire la pression sur les piliers du barrage. Une décision au sujet de l'avenir des installations devrait être prise en 2022.